# Gustavo Vargas (paragwajski piłkarz)
Gustavo David Vargas Areco (ur. 29 września 2001) – paragwajski piłkarz występujący na pozycji środkowego obrońcy, od 2024 roku zawodnik Guaraní.